# Choeromorpha subfasciata
Choeromorpha subfasciata là một loài bọ cánh cứng trong họ Cerambycidae.